# Župnija Trstenik
Župnija Trstenik je rimskokatoliška teritorialna župnija Dekanije Kranj Nadškofije Ljubljana.
Župnijska cerkev je cerkev sv. Martina na Trsteniku.

### Farne spominske plošče
V župniji so postavljene Farne spominske plošče, na katerih so imena vaščanov iz okoliških vasi, ki so padli nasilne smrti na protikomunistični strani v letih 1942-1945. Skupno je na ploščah 14 imen.